# Visătorii (film din 1987)
Visătorii (în engleză Moonstruck) este o comedie romantică din 1987, regizată de Norman Jewison. Rolurile principale sunt interpretate de Cher, Nicolas Cage, Danny Aiello, Vincent Gardenia și Olympia Dukakis.
Filmul a fost lansat la 16 decembrie 1987 în New York City și apoi pe plan național la 18 decembrie 1987, obținând recenzii foarte favorabile din partea criticilor. El a adus încasări de 91.640.528 $ la casele de bilete din America de Nord, făcându-l al cincilea film al anului după încasări.
Visătorii a fost nominalizat la șase premii Oscar și a câștigat trei și anume premiile pentru cel mai bun scenariu original, cea mai bună actriță și cea mai bună actriță în rol secundar.

## Rezumat
Loretta Castorini (Cher) este o contabilă de 37 de ani pentru câteva firme locale din Brooklyn Heights, New York. Prietenul ei, Johnny Cammareri (Danny Aiello), o cere în căsătorie înainte de a pleca în Italia pentru a-și vedea mama aflată pe moarte și o roagă pe Loretta să-l invite la nuntă pe fratele său mai mic Ronny (Nicolas Cage), cu care era certat. Loretta se duce la brutăria unde lucrează Ronny și află că el îl învinuiește pe Johnny pentru un accident în care și-a pierdut o mână, ceea ce a determinat ca logodnica lui să-l părăsească. Ei ajung în apartamentul lui de deasupra brutăriei și fac dragoste. A doua zi dimineața, Loretta se simte rușinată, dar Ronny afirmă că s-a îndrăgostit de ea. El este de acord să nu o mai vadă din nou doar dacă ea va merge la operă cu el în acea noapte. 
În acea noapte, mama Lorettei, Rose (Olympia Dukakis), ia masa singură la un restaurant și asistă la o despărțire dramatică între o tânără și un profesor de facultate pe nume Perry (John Mahoney). Ea îl invită pe Perry să ia masa împreună, după care el o conduce acasă. Rose știe că soțul ei are o amantă, dar refuză să fie infidelă și nu acceptă sugestia lui Perry de a fi invitat la ea în casă. În timp ce Loretta este la operă, ea îl vede pe tatăl ei Cosmo (Vincent Gardenia) cu amanta sa; ei convin să se prefacă că nu s-au întâlnit unii pe alții. Loretta se simte vinovată că a ieșit în oraș cu Ronny, dar el o convinge să meargă acasă la el și facă din nou dragoste. Când ea vine acasă în dimineața următoare, mama ei îi spune că Johnny a venit înapoi din Italia și o va vizita în acea dimineață. În timp ce ea îl așteaptă, Ronny sosește și ia micul dejun împreună cu tatăl și bunicul ei. Rose îi spune lui Cosmo că ea vrea ca el să nu se mai întâlnească cu amanta lui. 
Johnny sosește și susține că el nu se poate căsători cu Loretta pentru că mama sa va muri. Loretta aruncă inelul de logodnă de la el. Profitând de acel moment, Ronny o cere pe Loretta în căsătorie; el împrumută inelul lui Johnny, iar Loretta acceptă. Familia desface o sticlă de șampanie pentru a sărbători acest eveniment. 

## Distribuție
- Cher - Loretta Castorini
- Nicolas Cage - Ronny Cammareri
- Olympia Dukakis - Rose Castorini
- Vincent Gardenia - Cosmo Castorini
- Danny Aiello - Johnny Cammareri
- Julie Bovasso - Rita Cappomaggi
- Louis Guss - Raymond Cappomaggi
- John Mahoney - Perry
- Feodor Chaliapin, Jr. - bunicul Lorettei

## Box office
În primul week-end, filmul s-a clasat pe locul 3 la box-office și s-a aflat timp de 20 de săptămâni neconsecutive în top 10, aducând în final încasări de 80.640.528 $. Filmul a adus încasări de 34.393.000 $ din încasări de casete, făcând ca încasările totale să fie de 115.033.528 $ numai în SUA.

## Premii și onoruri
| Premii                                        | Premii                                     | Premii               | Premii       |
| Premiu                                        | Categorie                                  | Nume                 | Rezultat     |
| --------------------------------------------- | ------------------------------------------ | -------------------- | ------------ |
| Premiile Oscar                                | cea mai bună actriță                       | Cher                 | Câștigat     |
| Premiile Oscar                                | cea mai bună actriță în rol secundar       | Olympia Dukakis      | Câștigat     |
| Premiile Oscar                                | cel mai bun scenariu original              | John Patrick Shanley | Câștigat     |
| Premiile Oscar                                | cel mai bun film                           |                      | Nominalizare |
| Premiile Oscar                                | cel mai bun actor în rol secundar          | Vincent Gardenia     | Nominalizare |
| Premiile Oscar                                | cel mai bun regizor                        | Norman Jewison       | Nominalizare |
| Festivalul Internațional de Film de la Berlin | Ursul de Argint pentru cel mai bun regizor | Norman Jewison       | Câștigat     |
| Premiile BAFTA                                | cea mai bună actriță                       | Cher                 | Nominalizare |
| Premiile BAFTA                                | cea mai bună actriță în rol secundar       | Olympia Dukakis      | Câștigat     |
| Premiile BAFTA                                | cea mai bună muzică de film                | Dick Hyman           | Nominalizare |
| Premiile BAFTA                                | cel mai bun scenariu original              | John Patrick Shanley | Nominalizare |
| Premiile Globul de Aur                        | cea mai bună actriță (muzical/comedie)     | Cher                 | Câștigat     |
| Premiile Globul de Aur                        | cea mai bună actriță în rol secundar       | Olympia Dukakis      | Câștigat     |
| Premiile Globul de Aur                        | cel mai bun film (muzical/comedie)         |                      | Nominalizare |
| Premiile Globul de Aur                        | cel mai bun actor (muzical/comedie)        | Nicolas Cage         | Nominalizare |
| Premiile Globul de Aur                        | cel mai bun scenariu                       | John Patrick Shanley | Nominalizare |
| Writers Guild of America                      | cel mai bun scenariu original              | John Patrick Shanley | Câștigat     |

În iunie 2008, AFI a dezvăluit "cele 10 Topuri 10", cele mai bune zece filme din zece genuri "clasice" de film american - după votarea a peste 1.500 de persoane din lumea artistică. Visătorii a fost recunoscut ca al optulea film în categoria comedie romantică. Filmul este, de asemenea, pe locul 72 în topul "100 Funniest Movies" al postului TV Bravo și pe locul 41 în topul AFI's 100 Years... 100 Laughs.
Recunoaștere din partea American Film Institute
- AFI's 100 Years... 100 Movies - nominalizat[7]
- AFI's 100 Years... 100 Laughs - #41
- AFI's 100 Years... 100 Passions - #17
- AFI's 100 Years... 100 Songs:
  - That's Amore - nominalizat[8]
- AFI's 100 Years... 100 Movie Quotes:
  - "Snap out of it!" - #96
- AFI's 100 Years... 100 Movies (10th Anniversary Edition) - nominalizat[9]
- AFI's 10 Top 10 - #8 Romantic Comedy

Influentul critic de film Roger Ebert a inclus filmul în colecția sa "Great Movies" din iunie 2003.